# Ocyptamus pandora
Ocyptamus pandora är en tvåvingeart som först beskrevs av Hull 1942. Ocyptamus pandora ingår i släktet Ocyptamus och familjen blomflugor.
Artens utbredningsområde är Panama. Inga underarter finns listade i Catalogue of Life.